# Ice Pilots School
Ice Pilots School, voorheen Power Builder, was een robotarm in het Deense Legoland Billund en stond in et themagebied Polar Land. De attractie werd in 2004 geopend onder de naam Power Builder en was gedecoreerd naar Bionicle. Het was ook voor een korte periode gethematiseerd naar LEGO Mindstorm. In Legoland Deutschland staat een vrijwel identieke attractie onder de naam Hero Factory. De attractie werd in 2025 gesloten. De attractie had groot onderhoud nodig, maar Legoland besloot dit onderhoud niet uit te voeren maar te investeren in iets nieuws.

## Opzet
De attractie was in tweeën gedeeld. Aan iedere kant van de ruimte bevond zich een groot platform met daarop toegang tot vijf robotarmen, waarin plaats was voor twee bezoekers. Het bijzondere aan deze attractie was, dat bezoekers voor een groot deel zelf de rit konden bepalen. Halverwege de wachtrij bevond zich een aantal computers. Bezoekers konden hier aangeven welke componenten zij tijdens de rit wilden ervaren. Zo kon er bijvoorbeeld gekozen worden of er inversies tijdens de rit voorkwamen. Na het invoeren van de gewenste gegevens, kregen de bezoekers een kaart met daarop de informatie over het programma. Deze kaart gaf men nadat men in stoelen van de robotarm had plaatsgenomen af aan de medewerker bij de robotarm die de kaart in de paslezer van de robotarm stak. De robotarm speelde dan het gekozen programma af. Ondanks dat elke bezoeker zijn eigen rit kon bepalen, duurde elke rit precies 90 seconden. Tijdens de rit kon een hoogte van vijf meter bereikt worden en konden positieve en negatieve G-krachten van 1,9 ervaren worden.